# کورتلند مید
کورتلند مید (انگلیسی: Courtland Mead؛ زادهٔ ۱۹ آوریل ۱۹۸۷) یک هنرپیشه اهل ایالات متحده آمریکا است. وی بین سال‌های ۱۹۹۱ تا ۲۰۰۶ میلادی فعالیت می‌کرد.